# 近商ストア
株式会社近商ストア（きんしょうストア）は、近鉄グループの一員で、スーパーマーケットチェーンの運営会社である。

## 歴史・概要
近鉄モータースは当時取り扱っていたフォード・モーター以外の他社の自動車部品を取り扱うことが出来ない契約を結んでいた。
そこで、他の自動車部品の輸入・販売を目的とする関連会社として、1953年（昭和28年）9月1日に名古屋市中区大池町5-2-8に資本金300万円で近畿日本商事株式会社を設立したのが始まりである。
しかし、外貨の割り当てもわずかでほとんど自動車部品の輸入事業を行えない状態が続いていたことから、近鉄の百貨店事業の関連会社として輸入業務を行うことになった。
そこで、1954年（昭和29年）10月1日に近鉄百貨店から役員が就任すると共に定款を改訂し、本社を大阪市阿倍野区阿倍野筋1-1-1に移転して事務作業などは近鉄百貨店が担う体制へ変更された。
この変更後も自動車部品の輸入業務は引き続き近鉄モータースが事務を担ったため、近鉄モータース内にあった旧本社を名古屋支店とした。
近鉄百貨店との委託契約に基づいて1955年（昭和30年）6月28日に大阪府立病院食堂の運営を開始した。
1956年（昭和31年）4月18日に大阪赤十字病院に売店を開設したのを皮切りに、小売店の展開を始めた。
1957年（昭和32年）2月18日に津店と四日市店に外商係と売店係を設置し、近畿日本ツーリストの旅行案内所が運営していた店舗を継承する形で1958年（昭和33年）1月31日に津新町駅構内に売店（店舗面積約6.6m2）を新設して駅構内売店事業に参入した。
1958年（昭和33年）4月1日に大阪毎日会館南館に「ドラッグスパシフィック」を開設してドラッグストア事業に参入した。
近畿日本鉄道（近鉄）は、千土地興行から廃止となった初代大阪歌舞伎座ビルの利用方法について相談を受けた。近鉄線の難波乗り入れ計画も進んでいたことから右の出来事をきっかけとして、新装開業する「千日デパート」の1階と地下1階に近鉄が売場を借りる必要性が生じ、当社が2店舗の飲食店を出店することになった。1958年（昭和33年）12月1日に地下1階の北西側階段付近に「グリル近鉄」と1階正面出入口近くの東側部分に「近鉄ベーカリー」を開設した。
1959年（昭和34年）12月13日に大阪での当社初の大規模小売店となったアベノ店を近鉄会館に開店した。
この店舗は計画当初はスーパーマーケットとしての開業を目指したが実現せず、対面販売の形で営業を開始した。
1960年（昭和35年）6月1日に近鉄奈良線学園前駅前のショッピングセンター内に「学園前店」を開店し、スーパーマーケットの出店を開始した。
「近鉄百貨店」の関連会社として「近鉄」という名称の使用を自粛するよう当局から指導されたため、1962年（昭和37年）1月14日に店舗名を「近鉄ストア」から「近商ストア」へ変更した。
同年9月14日に天王寺ステーションビル2階と3階に本社事務所を移転した。
地下鉄御堂筋線我孫子駅前に出店した「あびこ店」が駅新設に伴う地価高騰が影響して宅地開発の進展が遅れた伸び悩んだため、近鉄の古くなったバスを譲り受けて改造した移動販売車・「スーパーカー」を1963年（昭和38年）10月15日から「あびこ店」を基地として営業した。
しかし、品揃えに変化がなかったことから2回目以降の巡回時の売上が伸び悩んだ。
また、氷冷蔵庫を搭載したものの、夏場は社内温度が40℃近くになって野菜の鮮度が落ちたり、チョコレートなどが溶けたりするなどしたため、売上が伸び悩んだ。
その上、廃車寸前の車両の改造だったことから故障も多く、狭い路地の運行中に接触して民家の屋根瓦の破損が生じたり、騒音や渋滞などの問題も生じた。
こうした問題もあったことから、巡回先の喜連瓜破地区への店舗の出店に合わせて1964年（昭和39年）7月5日に移動販売車・「スーパーカー」の営業を終了した。
1964年（昭和39年）3月1日に開店した喜連店で青果部門を小規模ながら直営で展開し、同年11月5日に京都駅八条口の「近鉄名店街」に京都店を開設して京都に進出した。
1965年（昭和40年）4月28日には近鉄東海ストアを設立して同年6月6日に三重県内4店舗を継承させた。
1967年（昭和42年）3月に八尾集配所（八尾市栄町）を開設して業者からの納品を一括納入へ変更し、集配所で仕分けした商品を各店舗へ集配所から定期便で配送する体制に変更した。
1968年（昭和43年）3月11日に本社事務所を日生不動産天王寺ビル（大阪市天王寺区悲田院町81）へ移転した。
1969年（昭和44年）5月1日に丸亀店を開店して四国に進出し、1970年（昭和45年）12月9日に「四国近商ストア」を設立して1971年（昭和46年）2月1日に丸亀店と坂出店の営業を譲渡した。
同年7月には住吉店で初めて精肉部門を直営化し、同月に八戸の里店で初めて鮮魚部門を直営化、同年9月に西大寺店で初めて生鮮3品全てを直営化した。
そして、1972年（昭和47年）4月1日に生鮮食品を統括する商品第4部を設置し、1973年（昭和48年）6月に生鮮食品の産地での直接買い付けを始めると共に契約栽培にも取り組み始めた。
また、その間の1971年（昭和46年）2月1日に八戸の里集配所を開設して物流・配送業務の効率化を図り、同年4月1日に商品計算業務にコンピューターを本格的に導入して、計算業務の合理化と共に店舗別や業者別などの様々な観点からの商品管理を行うようになった。
そして、「近商ストア」の名称が浸透してきたことから、1972年（昭和47年）4月10日に社名を「近畿日本商事株式会社」から「株式会社近商ストア」へ変更した。
同年11月17日に上新電機と折半出資で「近商上新電機」を設立し、同年12月1日に当社天美店内に「近商上新電機天美店」を開店したのを皮切りに当社店舗内の電気売り場を担う店舗を出店した。
1973年（昭和48年）11月9日に旧登美ヶ丘店跡の建物を改装して日曜大工専門店「ハンディマン」登美ヶ丘店を開業してDIY専門店事業に参入し、同年12月1日には当社が初めて単独で開発したショッピングセンターとして東花園店を開業して、ショッピングセンターの運営にも進出した。
そして、1976年（昭和51年）11月に衣料雑貨専門店「アカシヤ」を出店するなど専門店業態の多角化にも取り組み、近鉄百貨店と並ぶ近鉄流通グループの中核企業へ成長を遂げた。
1980年（昭和55年）7月に米国ラルフ·グローサリー社と提携して同年9月から同社のプライベートブランド商品を導入し、同年11月にスーパーマーケットの共同仕入れ会社であるニチリウに加盟した。
1985年（昭和60年）12月10日に住友銀行と提携してキャッシュカードで買い物が出来るバンクPOSを高の原店で導入した。
ベスト電器と提携して1988年（昭和63年）5月12日に第1号店の藤井寺店をフランチャイズ店として開店した。
同年6月10日に藤井寺市の道明寺駅構内に「エスタ（ESTA）」1号店を開店してコンビニエンスストア事業に参入した。
1991年（平成3年）11月3日に近鉄が開発したショッピングセンター近鉄ハーツに雑貨店「ハンティング」を開店して雑貨店事業に参入した。
1998年（平成10年）7月8日に百貨店子会社(株)近鉄プラザ百貨店を設立し、同年9月19日に近鉄プラザ桔梗が丘店を百貨店への業態転換して桔梗が丘近鉄百貨店として新装開店した。
2000年（平成12年）5月1日に奈良県大和郡山市に新設した物流センターが稼働を開始した。
2004年（平成16年）2月2日に筆頭株主であった近鉄百貨店が、持ち株の一部を独立系投資ファンドのフェニックス・キャピタルに売却。同時に行った第三者割当増資も合わせ、同ファンドが発行済み株式の68.3%を所有する筆頭株主となったため、近鉄百貨店の連結子会社からは外れることとなった。
しかし、2007年（平成19年）8月にフェニックス・キャピタル所有分の株式を近畿日本鉄道が取得し、再び近畿日本鉄道の連結子会社となった。
2011年（平成23年）11月に近鉄グループの流通事業の再編と、関西地区での食品小売分野における事業基盤強化を目的にセブン&アイ・ホールディングスと資本・業務提携し、セブン&アイに対して発行済み株式の30%の第三者割当増資を行い、近畿日本鉄道に次ぐ第2位株主となり、持ち分法適用会社になった。それに伴い、翌年にはニチリウグループを脱退。
2014年（平成26年）6月にセブン&アイ・ホールディングスとの資本・業務提携を解消。
2014年（平成26年）10月1日に株式交換により近畿日本鉄道の完全子会社となった。
2015年（平成27年）4月1日に近畿日本鉄道が純粋持株会社化し近鉄グループホールディングスに商号変更した際のグループ再編時に、近畿日本鉄道の流通事業を承継した近鉄リテールサービス（同日近鉄リテーリングに商号変更）に全株式が移管され、近鉄リテーリングの完全子会社となった。
2016年（平成28年）4月にケンタッキーフライドチキン事業を親会社の近鉄リテーリングに譲渡した。
2018年（平成30年）7月1日に近鉄グループホールディングスの子会社設立および会社分割（簡易吸収分割）により、親会社がこれまでの近鉄リテーリングから近鉄リテールホールディングスに変更となった。
2018年（平成30年）11月、ニチリウグループに再加盟。また、同年4月からは移動スーパー「とくし丸」に加盟、生駒店を皮切りにサービスを開始している。
イメージキャラクターにはハローキティを起用している。
近鉄百貨店の商品券及び全国百貨店共通商品券が各店で利用できる。
ファミリーマートのプライベートブランド「ファミマル」ブランドのスナック菓子を一部店舗にて販売している。

## 年表
- 1953年（昭和28年）9月1日 - 名古屋市中区大池町5-2-8に資本金300万円で近畿日本商事株式会社を設立[4]。
- 1954年（昭和29年）10月1日 - 近鉄百貨店から役員が就任すると共に定款を改訂し[5]、本社を大阪市阿倍野区阿倍野筋1-1-1に移転して事務作業などは近鉄百貨店が担う体制へ変更[6]。近鉄モータース内にあった旧本社を名古屋支店へ変更[6]。
- 1955年（昭和30年）6月28日 - 大阪府立病院食堂の運営を開始[6]。
- 1956年（昭和31年）4月18日 - 大阪赤十字病院に売店を開設し[7]、小売店の展開を開始[8]。
- 1956年（昭和31年）
  - 7月1日 - 津店を開店[66]。
  - 9月23日 - 移転・開設された新しい近鉄四日市駅ビルに四日市店を開店[67]。
- 1957年（昭和32年）2月18日 - 津店と四日市店に外商係と売店係を設置[9]。
- 1958年（昭和33年）
  - 1月31日 - 津新町駅構内に売店（店舗面積約6.6m2）を新設して駅構内売店事業に参入[9]。
  - 4月1日 - 大阪毎日会館南館に「ドラッグスパシフィック」を開設してドラッグストア事業に参入[11]。
  - 12月1日 - 「千日デパート」に「グリル近鉄」と「近鉄ベーカリー」を開設[15]。
- 1959年（昭和34年）12月13日 - 大阪での当社初の大規模小売店となったアベノ店を近鉄会館に開店[16]。
- 1960年（昭和35年）6月1日 - ショッピングセンター内に「学園前店」を開店し、スーパーマーケットの出店を開始[18]。
- 1962年（昭和37年）
  - 1月14日 - 店舗名を「近鉄ストア」から「近商ストア」へ変更[20]。
  - 9月14日[21] - 天王寺ステーションビル2階と3階に本社事務所を移転[19]。
- 1963年（昭和38年）10月15日 - 移動販売車・「スーパーカー」の営業を開始[22]。
- 1964年（昭和39年）
  - 3月1日[23] - 喜連店で青果部門の直営を開始[24]。
  - 7月5日 - 移動販売車・「スーパーカー」の営業を終了[23]。
  - 11月5日 - 京都駅八条口の「近鉄名店街」に京都店を開設して京都に進出[25]。
- 1965年（昭和40年）
  - 4月28日 - 近鉄東海ストアを設立[26][27]。
  - 6月6日 - 三重県内4店舗を近鉄東海ストアに継承[28]。
- 1967年（昭和42年）3月 - 八尾集配所（八尾市栄町）を開設して業者からの納品を一括納入へ変更[29]。
- 1968年（昭和43年）3月11日 - 本社事務所を日生不動産天王寺ビル（大阪市天王寺区悲田院町81）へ移転[28]。
- 1969年（昭和44年）5月1日 - 丸亀店を開店して四国に進出[30]。
- 1970年（昭和45年）12月9日 - 「四国近商ストア」を設立[31]。
- 1971年（昭和46年）
  - 2月1日 - 丸亀店と坂出店の営業を譲渡[32]。八戸の里集配所を開設[34]。
  - 4月1日 - 商品計算業務にコンピューターを本格的に導入[35]。
- 1972年（昭和47年）
  - 4月1日 - 生鮮食品を統括する商品第4部を設置[24]。
  - 4月10日 - 社名を「近畿日本商事株式会社」から「株式会社近商ストア」へ変更[36]。
  - 11月17日 - 上新電機と折半出資で「近商上新電機」を設立[37]。
  - 12月1日 - 天美店内に「近商上新電機天美店」を開店[38]。
- 1973年（昭和48年）
  - 6月 - 生鮮食品の産地での直接買い付けと契約栽培を開始[33]。
  - 11月9日 - 日曜大工専門店「ハンディマン」登美ヶ丘店を開業してDIY専門店事業に参入[40]。
  - 12月1日 - 当社が初めて単独で開発したショッピングセンターとして東花園店を開業して、ショッピングセンターの運営にも進出[41]。
- 1976年（昭和51年）11月 - 衣料雑貨専門店「アカシヤ」を開店[42]。
- 1980年（昭和55年）
  - 7月 - 米国ラルフ·グローサリー社と提携[43]。
  - 9月 - 米国ラルフ·グローサリー社のプライベートブランド商品を導入[44]。
  - 11月 - スーパーマーケットの共同仕入れ会社であるニチリウに加盟[45]。
- 1985年（昭和60年）12月10日 - 住友銀行と提携してバンクPOSを高の原店で導入[47]。
- 1988年（昭和63年）
  - 5月12日 - ベスト電器と提携して第1号店のフランチャイズ店として藤井寺店を開店[48]。
  - 6月10日 - 道明寺駅構内に「エスタ（ESTA）」1号店を開店してコンビニエンスストア事業に参入[49]。
- 1991年（平成3年）11月3日[50] - 近鉄ハーツに雑貨店「ハンティング」を開店して雑貨店事業に参入した[51]。
- 1995年（平成7年）10月30日 - 「株式会社エーエム・ピーエム・近鉄」の設立に参加し、10％を出資[68]。
- 1998年（平成10年）
  - 7月8日 - 百貨店子会社(株)近鉄プラザ百貨店を設立[52]。
  - 9月19日 - 近鉄プラザ桔梗が丘店を百貨店への業態転換し、桔梗が丘近鉄百貨店として新装開店[53]。
- 2000年（平成12年）5月1日 - 奈良県大和郡山市に新設した物流センターが稼働を開始[54]。
- 2001年（平成13年）8月20日 - 松原店立体駐車場1階部分を改築して本社を移転[1]。
- 2004年（平成16年）2月2日 - [独立系投資ファンドのフェニックス・キャピタルが68.3%を株式を所有する親会社となる[55]。
- 2011年（平成23年）11月 - セブン&アイ・ホールディングスと資本・業務提携し、セブン&アイの持ち分法適用会社化[57][広報 2]。
- 2014年（平成26年）10月1日 - 近畿日本鉄道の完全子会社化[広報 3]。
- 2022年（令和4年）6月1日 - 南港物流センターの稼働を開始[69]

## 展開する店舗
先に述べたとおり、近鉄グループに属しており、主に近鉄沿線に店舗展開を行っている。
店舗名は1962年（昭和37年）1月14日に店舗名を「近鉄ストア」から「近商ストア」へ変更された。
近年では、店舗改装などの際に順次「スーパーマーケットKINSHO」に名称が変更されている。
1991年（平成3年）から高級食品スーパー「Harves（ハーベス）」を正式にチェーン展開し始めた。
以前はケンタッキーフライドチキンの一部の店舗もフランチャイズ経営をしていた。

### かつて存在した店舗

#### 近畿

##### 大阪府

###### 天王寺区・阿倍野区
- （初代）大阪赤十字病院売店（大阪市天王寺区、1956年（昭和31年）4月18日開店[7] - ?閉店）

売場面積約33m2
当社初の小売店舗。
- （2代目）大阪赤十字病院売店（大阪市天王寺区筆ケ崎町50[71]、1959年（昭和34年）9月13日開店[72] - ?閉店）

売場面積約57.4m2
大阪赤十字病院の新館増築に伴い、新館に移転した。
- 上六店（大阪市天王寺区上本町6-1[73]、1956年（昭和31年）12月1日開店[73] - ?閉店）

売場面積約14.5m2
- 天王寺店（大阪市天王寺区堀越町110[74]天王寺ステーションビル内[21]、1962年（昭和37年）9月21日開店[21] - ?閉店）

売場面積約2,348m2
天王寺ステーションビルの開業時点で最大のテナントで、地下1階が食品売り場で、2階が衣料品売り場と食堂、3階が専門店街となっていた。
- アベノ店（大阪市阿倍野区阿倍野筋1-1[71]、1959年（昭和34年）12月13日開店[71] - 1972年（昭和47年）9月30日閉店[75]）

延べ床面積801m2、売場面積約229m2

###### 住吉区
- （初代）あびこ店（大阪市住吉区我孫子東4-2[76]、1962年（昭和37年）3月27日開店[77] - 1966年（昭和41年）9月20日閉店[78]）

売場面積約148.5m2
地下鉄御堂筋線我孫子駅前に出店したが、駅新設に伴う地価高騰が影響して宅地開発の進展が遅れたため、近鉄の古くなったバスを譲り受けて改造した移動販売移動販売車・「スーパーカー」を1963年（昭和38年）10月15日から当店を基地として営業したが、1964年（昭和39年）7月5日に移動販売車の営業を終了した。
- 近商上新電機あびこ店（大阪市住吉区我孫子東4-84[39]、1972年（昭和47年）12月1日開店[39] - ?閉店）

売場面積約208m2
「近商ストア（2代目）あびこ店」内に開店した。
- （初代）住吉店（大阪市住吉区粉浜本町4-66-1[71]、1969年（昭和44年）3月21日開店[71] - ?閉店）

延べ床面積2,996m2、売場面積約2,446m2
店内に1973年（昭和48年）6月22日に「近商上新電機住吉店」（売場面積約212.6m2）が開店した。
- 。近商ストア長居店（大阪市住吉区[2]、1978年（昭和53年）3月開店[2] - ?閉店）

長居交差点西にあった岡安ビルの1階から3階に出店していた。

###### 平野区
- （初代）喜連店（大阪市平野区瓜破西之町86-2[80]、1964年（昭和39年）3月1日開店[23] - ?閉店）

延べ床面積353.7m2、売場面積約294.87m2
1975年（昭和50年）6月30日から休業して内外装ともに全面改装し、同年9月27日に新装開店した。
- （2代目）喜連店（大阪市平野区喜連西4-5-16[82]、2014年（平成26年）2月11日開店[82] - 2020年5月31日閉店）

- 瓜破店（大阪市平野区瓜破東之町685-1[80]、1964年（昭和39年）5月5日開店[23] - 1967年（昭和42年）4月3日閉店[78]）

売場面積約279.96m2
大阪市の土地区画整理事業の対象となったために閉店した。

###### その他
- グリル近鉄（大阪市南区難波新地3番町1[71]、千日デパート地下1階[15]、1958年（昭和33年）12月1日開店[15] - 1970年（昭和45年）6月22日閉店[83]）

店舗面積約349.8m2
千日デパートの前身である「初代大阪歌舞伎座ビル（1932年竣工）」の下足預り場だった 地下1階・北西側階段付近に出店していた。洋食堂にバーを併設した飲食店である。1968年（昭和43年）10月24日に店舗名を「近商食堂」へ変更して営業を続けたが、近鉄難波線および地下街「虹のまち」（現：なんばウォーク）の地下通路へ繋がる階段（地下出入口）の開設工事に伴って1970年（昭和45年）6月22日を以って閉店した。
- 近鉄ベーカリー（大阪市南区難波新地3番町1[71]、千日デパート1階[15]、1958年（昭和33年）12月1日開店[15] - 1972年（昭和47年）5月13日閉店[75]）

店舗面積約145.2m2
1階東側入口に近い場所に出店していた。喫茶と洋菓子販売を行う飲食店である。
1965年（昭和40年）6月に改装して「サロン近鉄」となり、1968年（昭和43年）10月に改装して「近商パーラー」となった。
近商パーラーは、千日デパート火災をきっかけに休業となり、のちに閉店した。
- ドラッグスパシフィック（大阪市北区堂島中1-50-1[88]大阪毎日会館南館[11]、1958年（昭和33年）4月1日開店[11] - 1966年（昭和41年）9月30日閉店[78]）

売場面積約128.4m2
当社初のドラッグストアで化粧品・雑貨・食品などを販売した。
一流メーカー品の他、進駐軍向け売店PXの仕入れルートを活用した舶来品などを販売していた。
1958年（昭和33年）4月末に11席のコーヒースタンドを増設し、外国風の軽食が楽しめるとして毎日テレビに出演するフランク永井や春日八郎などの芸能人が来店するようになった。

###### 八尾市
- 山本売店（八尾市山本228[90]、1958年（昭和33年）2月11日開店[90] - 1963年（昭和38年）5月31日閉店[27]）

売場面積約29m2
近鉄百貨店の外商デポ兼売店が閉鎖されることになったことから、営業を継承して開店した。
- 高安売店（八尾市山本高安町1-158[73]、1958年（昭和33年）9月12日開店[11] - 1968年（昭和43年）10月1日閉店[78]）

延べ床面積195.2m2、売場面積約44.6m2
高安駅前に開店した。

###### 東大阪市
- （初代）布施店（東大阪市足代北2-66[91]、1966年（昭和41年）3月19日開店[77] - 1968年（昭和43年）4月30日閉店[77]）

売場面積約860m2
近鉄布施駅北口商店街に開設された「布施第一デパート」3階に出店していたが、3階という集客し難いフロアであった上、近隣への競合店の出店もあり、業績が伸び悩んだことから、短期間で閉店となった。
1978年（昭和53年）10月5日に開業した布施駅のショッピングセンター「ロンモール布施」に近鉄百貨店東大阪店と共に近商ストアが出店した。
- 小阪店（東大阪市下小阪636[74]、1960年（昭和35年）11月30日開店[74] - ?閉店）

延べ床面積1,156m2、売場面積約561m2
- 八戸の里店（東大阪市下小阪[2]、1970年（昭和45年）4月18日開店[83] - ?閉店）

売場面積約770.45m2
高架化に伴って八戸ノ里駅に隣接して開店した。
- （初代）東花園店（東大阪市吉田6丁目[41]、1973年（昭和48年）12月1日開店[41] - ?閉店）

鉄筋コンクリート造4階建て。店舗面積4,790m2、売場面積約3,754m2、駐車台数約50台。
当社が初めて単独で開発したショッピングセンターで、1階が食品売り場で2階が衣料品売り場、3階が日用品売り場で、4階に遊戯施設を配置した近隣型ショッピングセンターとして開業した。
店内に1973年（昭和48年）12月1日に「近商上新電機東花園店」（売場面積約149m2）が開店した。
通商産業省の委託で大阪商工会議所が当店でPOSシステムの公開実験を1975年（昭和50年）2月5日から3月5日まで行った。
近鉄奈良線の高架化工事に伴って建替えられ、1998年（平成10年）11月5日に平屋建ての（2代目）東花園店（売場面積約2,500m2）が開店した。
- 近商ストア俊徳道店（東大阪市荒川[2]、1977年（昭和52年）11月開店[2] - ?閉店）

最寄り駅は、俊徳道駅駅）に存在した店舗。
- 瓢箪山店（東大阪市、1973年（昭和48年）11月2日開店[96] - ?閉店）

- ハンティング近商ストア玉川店（東大阪市西岩田2-16-1[97]、1991年（平成3年）11月3日開店[50] - ?閉店）

鉄骨造り2階建て。敷地面積28,239.6m2、延べ床面積3,195.26m2
近鉄が開発したショッピングセンター近鉄ハーツの西端の中央環状線からの入り口付近に出店していた雑貨店。

###### 堺市
- 若松台店（堺市若松台2-1340-1[98]、1970年（昭和45年）4月1日開店[99] - ?閉店）

延べ床面積536m2、売場面積約521m2
- 深井店（堺市、2000年（平成12年）3月開店[100] - ?閉店）

店舗跡には2006年（平成18年）10月にコノミヤ深井店（延べ床面積2,996m2、売場面積約1,717.7m2）が開店した。

###### 松原市
- （初代）松原店（松原市上田町428-1[74]、1967年（昭和42年）6月1日開店[25] - 1970年（昭和45年）9月30日閉店[102]）

延べ床面積602.1m2、売場面積約290m2
既存のスーパーを買収して開店し、1967年（昭和42年）12月1日に売場面積を約178.09m2増床した。
1993年（平成5年）7月24日にオープンした河内松原駅南地区第1種市街地再開発事業で建設された「ゆめニティまつばら」の核店舗として近商ストアが出店している。
- 近商上新電機天美店（松原市天美南3-65-3[39]、1972年（昭和47年）12月1日開店[39] - ?閉店）

売場面積約239.7m2
「近商ストア天美店」内に開店した。

###### 藤井寺市
- ハンディマン藤井寺店（藤井寺市、1976年（昭和51年）11月3日開店[96] - ?閉店）

##### 京都府

###### 京都市
- 都ホテル店（京都市東山区、1975年（昭和50年）3月25日開店[81] - ?閉店）

京都市営地下鉄東西線 蹴上駅）の「都ホテル」内に存在した店舗。
- 新都ホテル店（京都市南区、1975年3月開店[2] - ?閉店）

売場面積約218m2
最寄り駅は、近鉄京都線 京都駅）の「新都ホテル地下1階のショッピングアーケードに出店していた。
- 桃山店（京都市伏見区桃山町泰長老93-7[105]、1968年（昭和43年）4月18日開店[106] - 1972年（昭和47年）11月23日閉店[102]）

延べ床面積971m2、売場面積約650m2
桃山御陵前駅前の観月橋近くにあった既存のスーパーを買収して出店した。
- 丹波橋店（京都市伏見区、2006年（平成18年）3月17日開店[107] - ?閉店）

サカエ丹波橋店跡に出店した地域密着型店舗「近商プラス」3号店。

###### その他
- 田辺店（京田辺市[2]、1975年（昭和50年）12月6日開店[108] - ?閉店）

売場面積約1,250m2
取扱品目数を必要最小限に絞って効率化を目指した店舗として開業した。
- 田辺西店（京田辺市、1988年（昭和63年）10月9日開店[109] - ?閉店）

店舗面積約530m2
新田辺駅前に出店した鉄筋コンクリート造3階建ての店舗で、1階が「ケンタッキー・フライド・チキン」で、2階に当社のCVS業態「エスタ」、3階がレストラン併設のベーカリー「リトルマーメイド」という複合型店舗だった。
- 小倉店（宇治市、2001年（平成13年）4月20日開店[100] - 2018年（平成30年）8月26日閉店）

西友が撤退した店舗跡の「レインボー小倉」地下1階に出店した。
- 宇治店（宇治市、2005年（平成17年）12月2日開店[110] - ?閉店）

近鉄京都線 向島駅）の「ベルファ宇治」内に存在した店舗。

##### 奈良県

###### 奈良市
- （初代）学園前店（奈良市菅原町1017（現・学園北1丁目）[18]、1960年（昭和35年）6月1日開店[18] - ?閉店）

売場面積約230.78m2
当社初のスーパーマーケット。
出店していた第1ショッピングセンターの西隣に建設された第2ショッピングセンター（奈良市学園北1-9-2）へ移転する形で1963年（昭和38年）4月2日に（2代目）学園前店が開店した。
- 登美ヶ丘サービスセンター（奈良市、1961年（昭和36年）9月16日開店[112] - 1966年（昭和41年）3月22日閉店[78]）

売場面積約124.29m2
学園前店の管轄で開設された。
- （初代）登美ヶ丘店[113] → 南登美ヶ丘店[113]（奈良市登美ヶ丘2-1-50[114]、1964年（昭和39年）1月20日開店[112] - 1971年（昭和46年）1月1日閉店[102]）

延べ床面積596m2、売場面積約330m2
1967年（昭和42年）6月26日に南登美ヶ丘店に店名を変更した。
1973年（昭和48年）11月9日に建物を改装して日曜大工専門店「ハンディマン」登美ヶ丘店が開業した。
- ハンディマン登美ヶ丘店（奈良市登美ヶ丘2-1-50[114]、1964年（昭和39年）1月20日開店[40] - ?閉店）

売場面積約330m2
- 鶴舞店（奈良市鶴舞東町1-45[114]、1964年（昭和39年）8月1日開店[112] - ?閉店）

延べ床面積234m2、売場面積約99.16m2（開業時）
日本住宅公団の団地内に当社が初めて出店した店舗だった。
1967年（昭和42年）11月3日に売場面積を92.84m2増床した。
1973年（昭和48年）4月20日に当社のコンビニエンスストア第1号店として営業を開始した
- 富雄店（奈良市鳥見町3-11-1[114]、1966年（昭和41年）4月1日開店[112] - ?閉店）

売場面積約349.2m2
富雄団地内に日本住宅公団が開設した「近隣センター」内に出店していた。
開業当初は住宅開発従事者向けの食堂（店舗面積約82m2）を併設していたが、閉鎖された。
- ハンディマン富雄店（奈良市、1975年（昭和50年）6月21日開店[118] - ?閉店）

売場面積約669m2
近鉄富雄駅前の変電所跡の鉄筋コンクリート造2階建ての建物を改装して出店した店舗で、開業3日後の6月30日に併設の古い煉瓦造りの建物に「クラフトスクール」を開設した。
- 中登美店（奈良市中登美ヶ丘1-1994-3[114]、1968年（昭和43年）7月1日開店[112] - ?閉店）

延べ床面積926m2、売場面積約634.5m2（開業時）
日本住宅公団の団地内の「地区センター」内に出店した店舗だった。
開業当初は食堂（店舗面積約99.66m2）を併設していたが、5年後に閉鎖された。
- 登美ヶ丘店（奈良市中山町791-112[120]、1968年（昭和43年）12月4日開店[112] - 1969年（昭和44年）10月31日閉店[121]）

売場面積約349.2m2
- 北登美店（奈良市北登美ヶ丘[2]、?開店 - ?閉店）

最寄り駅は、近鉄けいはんな線 学研奈良登美ヶ丘駅）に存在した店舗。
- 平城店（奈良市、1972年（昭和47年）12月25日開店[20] - ?閉店）

売場面積約530m2
平城ニュータウンに出店していた店舗で学園前店や東生駒店にも供給する精肉加工施設を併設していた。
- 平城2号店（奈良市、1973年（昭和48年）7月28日開店[117] - ?閉店）

売場面積約57.5m2
平城ニュータウン内の平城店の西約1㎞の場所に出店していた生鮮食品中心の店舗だった。
1975年（昭和50年）3月20日に当社のコンビニエンスストアとしての営業を開始した

###### 生駒市
- 生駒台店（生駒市生駒台北77[123]、1963年（昭和38年）2月16日開店[123][112] - ?閉店）

延べ床面積205.2m2、売場面積約71.35m2（開業時）
1965年（昭和40年）12月15日に売場面積を84.81m2増床し、1969年（昭和44年）1月に売場面積を87.20m2増床した。
1973年（昭和48年）9月23日に当社のコンビニエンスストア第2号店として営業を開始した
- 生駒店（生駒市、1982年（昭和57年）7月1日開店[124][125] - 2020年（令和2年）1月閉店）

生駒駅南口第1種市街地再開発事業で建設された「グリーンヒルいこま」に存在した店舗。
2006（平成18年）5月12日に食品売り場を中心に全面改装して新装開店した。

###### その他
- 近商ストア大和小泉店（大和郡山市[128]、1996年（平成8年）4月12日開店[129] - ?閉店）

- 片岡台店（北葛城郡上牧町片岡台[2]、1971年（昭和46年）12月18日開店[130] - ?閉店）

売場面積約505m2
西大和ニュータウンの片岡台地区近隣センターの核店舗として出店した。
- 西大和店（北葛城郡上牧町、2002年（平成14年）9月28日開店[131][132] - 2014年（平成26年）8月31日閉店）

売場面積約2,022m2
レインボープラザ西大和の1階に出店した。
- 香芝店（香芝市、2001年（平成13年）5月26日開店[133] - 2020年（令和2年）5月20日閉店[134]）

売場面積約1,910m2
じゃんぼスクエア香芝の1階に出店した。
- 西真美店 - 香芝市、?開店 - 2017年（平成29年）12月15日閉店[要出典]）

##### 兵庫県
- アカシヤ藤原台店（神戸市北区、?開店 - ?閉店）

最寄り駅は神戸電鉄三田線岡場駅。
「エコール・リラ」内に存在した店舗。

##### 三重県
- 津店（津市、1956年（昭和31年）7月1日開店[66] - ?閉店）

三重交通と近畿日本鉄道などの出資で建設された三重会館の1階と2階に出店した。
1階の大半はバスターミナルとなっていた関係で1階の営業面積は約62.7m2に留まって売店と食堂・喫茶となっており、2階の全フロア約739.2m2を使用して食料品・日用雑貨・化粧品・文具などを対面販売する売り場とする形で開店した。
1957年（昭和32年）2月18日に外商係と売店係を設置し、1958年（昭和33年）1月31日に津新町駅構内に売店（店舗面積約6.6m2）を新設した。
- 津駅店（津市羽所町官有地[137]、1973年3月21日開店[137] - ?閉店）

敷地面積約2,539m2、鉄筋コンクリート造地下1階地上3階建て塔屋2階、延べ床面積約7,457m2、店舗面積約3,551m2（当社店舗面積約1,346m2）、駐車台数約65台。
津駅の「津ステーションビル・チャム」の核店舗として出店していた。
- 四日市店（四日市市浜田1424[67]、1956年（昭和31年）9月23日開店[67] - ?閉店）

店舗面積約1,303.5m2
近鉄名古屋線の経路短絡工事に伴って移転・開設された新しい近鉄四日市駅ビルの1階と2階に出店した。
1階は食品売り場と食堂・喫茶となっており、2階が衣料品・日用雑貨・化粧品・文具・玩具などの売り場で、対面販売方式の店舗として開店した。
1957年（昭和32年）2月18日に外商係と売店係を設置し、同年12月10日に2階を改装して特売場を新設した。
- 塩浜店（四日市市、1960年（昭和35年）10月1日開店[28] - ?閉店）

売場面積約239.25m2
塩浜駅前に出店していた。
- （初代）桔梗が丘店（名張市桔梗が丘1番町1街区2[91]、1965年（昭和40年）5月20日開店[112] - ?閉店）

延べ床面積152m2、売場面積約53.6m2（開業時）
桔梗が丘ニュータウンに桔梗が丘駅前地区の完成に合わせて出店した。
住宅開発従事者などを客層と想定して、約33.4m2の食堂を併設していた。
近鉄不動産が開発したコミュニティーセンターに移転する形で閉店した。
- （2代目）桔梗が丘店（名張市桔梗が丘、1974年（昭和49年）7月20日開店[81]、2020年10月31日閉店）

売場面積約730m2（開業時）
最寄り駅は、近鉄大阪線 桔梗が丘駅）にある「近鉄プラザ桔梗が丘」内存在した存在した店舗。
- （3代目）近鉄プラザ桔梗が丘店（名張市桔梗が丘1番町1街区[139]、1990年（平成2年）4月26日開店[140] - 2018年（平成30年）3月31日閉店）

敷地面積18,926.72m2（第1棟7,050.69m2、第2棟11,876.03m2）、延べ床面積25,287.27m2（第1棟17,529.77m2、第2棟7,757.50m2）
- （3代目）桔梗が丘近鉄百貨店（名張市桔梗が丘1番町1街区[139]、1998年（平成10年）9月19日開店[53] - ?閉店）

総合スーパーから百貨店へ業態転換して新装開店した。
- （4代目）Harves桔梗が丘店

「桔梗が丘近鉄百貨店」内存在した店舗。

#### 四国

##### 香川県
- 丸亀店（丸亀市通町88-21[141]、1969年（昭和44年）5月1日開店[30][141] - ?閉店）

店舗面積約1,218m2
琴平参宮電鉄のバスターミナルに併設されたビルに出店した。
食品売り場は一部に留め、衣料品主体の品揃えをしていた。
1974年（昭和49年）3月30日に琴平参宮電鉄のボウリング場跡を利用して約1,084m2増床すると共に、食品売り場を廃止して衣料品スーパーへ業態転換した。
- 坂出店（坂出市駒止町[142]、1970年（昭和45年）9月20日開店[142] - 1974年（昭和49年）2月18日閉店[32]）

店舗面積約2,083.99m2
琴平参宮電鉄の鉄道駅跡地に建設された第2塩田ビルに出店した。
1階が食品と雑貨売り場で、2階が衣料品売り場となった総合スーパー業態の店舗として開店した。

### 実現しなかった店舗
- 桃山店（京都市伏見区桃山町山ノ下32[143]）

「MOMO」に売場面積5,000m2で出店する計画で大規模小売店舗法の申請をしたが、1992年（平成4年）1月18日の結審で0m2とされたことから実現しなかった。

## CMソング・店内BGM
- 「今日もこの街」唄: のこいのこ（一時期、阪堺線の大小路・東湊両駅の車内放送で、この曲を流して駅前にある店の広告をしていた。またかつてはホームページ上に歌詞と楽譜があった。）[独自研究?]

### 書籍
- 近商ストア『近商ストア20年の歩み』近商ストア代表取締役社長　松村英治、1977年4月30日。doi:10.11501/11952225。全国書誌番号:77024627。
- 近畿日本鉄道『近畿日本鉄道100年のあゆみ1910～2010』近畿日本鉄道株式会社、2010年12月。全国書誌番号:21906373。